# هیدروکسی لیزین
هیدروکسی لیزین (Hyl) نوعی اسید آمینه با فرمول مولکولی C6H14N2O3 است که نخستین بار در سال ۱۹۲۱ و توسط دونالد فان اسلیکه Donald Van Slyke به صورت ۵-هیدروکسی لیزین کشف شد. هیدروکسی لیزین عموماً به عنوان جزء سازنده کلاژن مشهور است.
هیدروکسی لیزین از طریق اکسیداسیون لیزین به وسیله آنزیم لیزیل هیدروکسیلاز ساخته می‌شود. شایع‌ترین فرم آن، ایزومر فضایی 5R است که در کلاژن یافت می‌شود.